# Girls' Day School Trust
The Girls' Day School Trust (GDST) es un grupo de 25 colegios independientes, incluidas dos academias, en Inglaterra y Gales, que atienden a niñas de 3 a 18 años. Es el mayor grupo de colegios independientes del Reino Unido y escolariza a 20.000 niñas cada año. Se fundó en 1872 para ofrecer a las niñas una educación diurna asequible (sin internado) con el nombre de The Girls' Public Day School Company (1872-1905), y posteriormente The Girls' Public Day School Trust (1906-1998).
El GDST es una organización benéfica registrada. En 2016-17 tuvo un ingreso bruto de 261 millones de libras esterlinas,  lo que la convierte en una de las 20 organizaciones benéficas más grandes del Reino Unido.

## Historia

### Orígenes
Los orígenes del GDST se remontan a la Comisión de Investigación Escolar creada en 1864 para estudiar la situación de las escuelas secundarias masculinas y femeninas, que concluyó que existía una "deficiencia general" en la oferta de educación secundaria para niñas.
El reto de proporcionar educación a las niñas mayores de diez años fue abordado por Maria Grey y su hermana Emily Shirreff, que previamente habían publicado Thoughts on Self Culture, en el que se señalaba la escasez de educación para las mujeres en Inglaterra. En noviembre de 1871, las hermanas crearon la "Unión Nacional para la Mejora de la Educación de las Mujeres de Todas las Clases", que más tarde se convertiría en la Unión para la Educación de las Mujeres. El objetivo de la Unión era establecer escuelas diurnas buenas y baratas para todas las clases de niñas por encima del nivel de educación elemental y fue la fuerza impulsora de la formación de la Sociedad de Formación y Registro de Maestras y de la Compañía de Escuelas Diurnas Públicas para Niñas. La Unión contó con el apoyo de muchas figuras importantes de la época, en particular Henrietta Stanley, Baronesa Stanley de Alderley, Mary Gurney y la Princesa Luisa, Duquesa de Argyll, que llegó a ser Presidenta de la Unión.

### Fundación
La Unión planeó crear una sociedad de responsabilidad limitada para recaudar ingresos con los que alcanzar sus objetivos y presentó el plan propuesto en una reunión pública celebrada en el Royal Albert Hall en junio de 1872. La nueva empresa se registró como Girls' Public Day School Company (GPDSC) con un capital social nominal de 12.000 libras. Muchas de las figuras implicadas en la Women's Education Union fueron también figuras clave en la creación de la GPDSC, como Maria Grey, Emily Shirreff, Mary Gurney y Lady Stanley. S.A.R. la Princesa Luisa se convirtió en patrona del GPDSC. Entre los miembros del consejo fundador se encontraban David Graham Drummond Ogilvy, quinto conde de Airlie, primer presidente del GPDSC; Henrietta Powell; Sir George Bartley; Douglas Strutt Galton; Sir Walter James, segundo baronet; Joseph Payne; James Phillips Kay-Shuttleworth; Charles Savile Roundell; y el marqués de Lorne.

### Compañía de escuelas públicas diurnas para niñas (1872-1905)
El objetivo del GPDSC era establecer escuelas secundarias académicas para chicas de todas las clases que ofrecieran un alto nivel de educación académica, junto con educación moral y religiosa. Las tasas escolares se mantenían bajas y se esperaba que las escuelas fueran autosuficientes lo antes posible, aunque el consejo del GPDSC conservaba el control general de las escuelas. La política del Consejo, órgano ejecutivo del GPDSC, consistía en fundar nuevas escuelas únicamente allí donde fueran más necesarias, financiadas mediante acciones suscritas por la población local. La primera escuela se abrió en Durham House, Chelsea, en enero de 1873 (más tarde se trasladó a Kensington y hoy es la Kensington Preparatory School). En febrero de 1875, la GPDSC abrió la Norwich High School for Girls, su primera escuela fuera de Londres. En 1905, la GPDSC poseía 37 escuelas en todo el país, 19 de ellas en la zona de Londres.
Cada escuela debía tener tres departamentos (preparatorio, elemental y superior), bajo la dirección de una directora y un equipo de profesores cualificados. Las escuelas debían someterse a inspecciones y exámenes periódicos. Las niñas estaban preparadas para presentarse a los exámenes locales de Oxford y Cambridge o a los exámenes administrados por el Colegio de Preceptores. Cada escuela contaba con una clase de "alumnas maestras".
Al principio, las escuelas impartían formación interna a los alumnos que pretendían dedicarse a la enseñanza después de graduarse mediante el sistema de "profesores alumnos". A partir de 1903, algunas de las escuelas más grandes también desarrollaron departamentos de formación de profesores, reconocidos por el Consejo de Educación, en los que los estudiantes de posgrado se formaban para convertirse en profesores de secundaria, jardín de infancia o arte. El más grande se encontraba en la Belvedere School de Liverpool. El Clapham Training College, fundado en 1900, también contaba con un departamento de ciencias domésticas. En 1938 se trasladó y se convirtió en el Clapham and Streatham Hill Training College, transfiriéndose al Consejo del Condado de Londres en 1949 para convertirse en el Phillipa Fawcett Teacher Training College.
Entre 1875 y 1901, la GPDSC modificó sus estatutos para poder ser reconocida como organización benéfica y recibir subvenciones del Departamento de Ciencias y Artes (y del Consejo de Educación a partir de 1899), que sólo quería conceder subvenciones públicas a organizaciones sin ánimo de lucro. Debido a las necesidades financieras del grupo hubo muchos años en los que no se pagaron dividendos a los accionistas. En 1900 el GPDSC educaba a más de 7000 alumnos en 33 escuelas. En 1899, el nuevo Consejo de Educación pasó a ser el responsable de conceder las subvenciones públicas bajo una normativa mucho más estricta, y la GPDSC aceptó que sus escuelas fueran inspeccionadas por inspectores escolares para poder seguir optando a las subvenciones.

### Girls' Public Day School Trust Limited (1905-1950)
La Ley de Educación de 1902 determinó que la educación secundaria debía ser accesible al mayor número posible de niños, lo que supuso complicaciones financieras para la GPDSC, ya que tenía que ofrecer más plazas gratuitas y atender a un número cada vez mayor de alumnos. En 1902 se advirtió a la GPDSC de que dejaría de recibir subvenciones del Consejo de Educación después de 1903 porque era una empresa que pagaba dividendos. Esta fecha se amplió posteriormente a 1905 y la GPDSC se reconstituyó como Girls' Public Day School Trust Limited (GPDST), una sociedad limitada con estatus benéfico, en enero de 1906. Los nuevos estatutos exigían la disolución de la GPDST antes del 1 de enero de 1956 si no se presentaba una oferta aceptable de compra del capital social de la GPDSC.
Para evitar el cierre de GPDST, se crearon 100 nuevas acciones en 1911, mantenidas como acciones fiduciarias de valor nominal, que tenían grandes derechos de voto para permitir que el Consejo de GPDST comprara el capital social existente antes de 1956.
A partir de 1912 no se pagaron dividendos a los accionistas y, junto con las cargas financieras causadas por la Primera Guerra Mundial y la depresión económica subsiguiente (ver Gran Depresión ), algunos accionistas se inquietaron debido a la falta de dividendos. La Segunda Guerra Mundial sumió al GPDST en más problemas financieros y la Ley de Educación de 1944 le planteó nuevos retos al tener que ampliar las escuelas para atender a un número creciente de alumnos. El GPDST era cada vez más incapaz de comprar el capital social restante a los accionistas y se acercaba rápidamente a la fecha límite de 1956.
En 1944, el GPDST se unió al nuevo Plan de subvenciones directas del gobierno para ayudar a mantener bajas las tasas escolares durante las dificultades financieras. Este esquema utilizó subvenciones para apoyar escuelas independientes académicamente selectivas fuera del sistema de educación pública no selectiva de la época. El esquema insistía en que un tercio de los miembros de los órganos rectores debían ser representantes de la autoridad educativa local y el 25% de los alumnos admitidos debían provenir directamente de las escuelas primarias.
Después de la guerra, el GPDST dependía de la financiación del Ministerio de Educación y los beneficios obtenidos de las cuotas escolares se utilizaban para renovar las escuelas. El Consejo trabajó en un plan de reconstrucción que satisficiera a los accionistas y para que el grujpofuera reconocido como organización benéfica educativa antes de la fecha límite de 1956. El plan, dirigido por William Cash, se presentó en marzo de 1950 y se confirmó en mayo del mismo año, salvando al GPDST de la liquidación. Se suprimió el término "Limited" del nombre de la fundación, que pasó a llamarse The Girls' Public Day School Trust. El GPDST todavía tenía que hacer los reembolsos de 75.000 libras esterlinas a los accionistas y amplió sus hipotecas y creó un fondo de dotación para pagar la deuda.

### Girls' Public Day School Trust (1950–1998)
Una vez saldadas las deudas, el GPDST creó The Friends of the Girls' Public Day School Trust en marzo de 1951. Los Amigos publicaban un boletín anual y también concedían becas y regalos a las escuelas. Los Amigos también crearon planes para recaudar fondos destinados a renovar las escuelas.
El régimen de subvención directa se suprimió en 1976, cuando Betty Johnston presidía el consejo. Las escuelas del GPDST tuvieron que pasar a ser totalmente independientes para seguir siendo académicamente selectivas. Ese mismo año, el GPDST instituyó el Fondo de Becas del Girls' Public Day Trust, una organización benéfica independiente, para compensar la pérdida de la financiación gubernamental. El fondo proporcionaba becas a niñas que, de otro modo, no podrían permitirse asistir a las escuelas.
Lady Johnston tomó la iniciativa de conseguir que el GPDST solicitara el Plan de Plazas Asistidas del Gobierno para todas las escuelas y se registrara como empresa privada en virtud de la Ley de Sociedades de 1980. El GPDST formó parte del plan hasta su clausura en 1997.

### Girls' Day School Trust (since 1998)
En 1998, la organización se convirtió en Girls' Day School Trust (GDST).
En 2005, algunas escuelas GDST comenzaron a ser mixtas, como Howell's School, Llandaff, que enseñaba a niños de sexto curso. Hilden Grange, una escuela preparatoria mixta, se unió al GDST en 2005. En 2007, el GDST administraba 29 escuelas diurnas, que ofrecían educación desde los tres hasta los 18 años
El GDST estuvo a la vanguardia de la rama independiente del programa de academias del Gobierno laborista y convirtió dos escuelas al sector subvencionado, con The Belvedere School, Liverpool, en septiembre de 2007 y Birkenhead High School en septiembre de 2009. Estos centros pierden su derecho a seleccionar a los alumnos en función de sus capacidades académicas, pero conservan cierta independencia del Gobierno, ya que el GDST mantiene la mayoría en el órgano de gobierno. El Departamento Junior de The Belvedere School, que había sido mantenido como escuela preparatoria independiente por el GDST, como la rebautizada The Hamlets, fue posteriormente vendido en 2010, rebautizado como Belvedere Preparatory School y pasó a ser mixto.
En diciembre de 2021, el GDST emitió una prohibición general de admisión de niñas trans en cualquiera de sus escuelas.
A principios de 2022, el GDST decidió retirar a su personal del Plan de Pensiones del Profesorado, tras un aumento de las cotizaciones del 16,48% al 23,8% del salario a raíz de una evaluación del Tesoro de SM sobre las pensiones del sector público. En febrero de 2022, 1.600 miembros del Sindicato Nacional de la Enseñanza se declararon en huelga por la propuesta de retirarse del régimen de pensiones de los profesores. Fue la primera huelga nacional en los 149 años de historia del GDST y la primera vez que los profesores se declaran en huelga en una cadena de escuelas independientes.

## Escuelas GDST actuales
Las escuelas gestionadas por el GDST a partir de julio de 2018 incluyen:

### Escuelas preparatorias
- Escuela preparatoria de Kensington (inaugurada en 1873)

### Escuelas para niños de 3 a 18 años
- Academia de la escuela secundaria Birkenhead (inaugurada en 1901)
- Escuela secundaria Blackheath (inaugurada en 1880)
- Escuela secundaria Brighton and Hove (inaugurada en 1876)
- Escuela secundaria Bromley (inaugurada en 1883)
- Escuela secundaria de Croydon (inaugurada en 1874)
- Escuela de Howell, Llandaff (se unió al GDST en 1980)
- Escuela secundaria para niñas de Newcastle (inaugurada en 1895)
- Escuela secundaria de Northampton (se unió al GDST en 2006)
- Northwood College for Girls (Inaugurado en 1878. Se unió al GDST en 2014)
- Escuela secundaria para niñas de Norwich (inaugurada en 1875)
- Escuela secundaria para niñas de Nottingham (inaugurada en 1875)
- Notting Hill &amp; Ealing High School (inaugurada en 1873)
- Escuela secundaria de Oxford (inaugurada en 1875)
- Escuela secundaria de Portsmouth (inaugurada en 1882)
- Escuela secundaria de Putney (inaugurada en 1893)
- Royal High School, Bath (inaugurado en 1875)
- Escuela secundaria de Sheffield (inaugurada en 1878)
- Escuela secundaria de Shrewsbury (inaugurada en 1885)
- Escuela secundaria South Hampstead (inaugurada en 1876)
- Escuela secundaria Streatham &amp; Clapham (inaugurada en 1887)
- Escuela secundaria Sutton (inaugurada en 1884)
- Escuela secundaria Sydenham (inaugurada en 1887)
- Escuela secundaria de Wimbledon (inaugurada en 1880)

### Escuela para jóvenes de 11 a 18 años
- The Belvedere Academy, Liverpool (Inaugurada en 1880 como Liverpool High School, más tarde The Belvedere School)

## Antiguas escuelas GDST
Las siguientes escuelas fueron abiertas o administradas en su día por el GDST. Las fechas se refieren al momento en que la escuela estuvo vinculada al grupo. A menos que se indique lo contrario, la fecha posterior significa la fecha de cierre de cada escuela.
- Escuela secundaria de Bath, 1875. Se fusionó con la Royal School for Daughters of Officers of the Army para formar la Royal High School (escuela miembro)
- Escuela secundaria de Carlisle, 1884 – 1904. Transferida al consejo del condado de Cumberland. Más tarde se convirtió en la escuela secundaria del condado de St Aidan y la universidad especializada en deportes y ciencias, ahora Richard Rose Central Academy.[33]
- Escuela Charters-Ancaster, 1988 – 1995. Se fusionó con Battle Abbey School.[34]
- Escuela secundaria Clapham, 1875 – 1904. Se fusionó con la escuela secundaria Clapham.[35]
- Escuela secundaria de Clapham, 1882 – 1938. Se fusionó con Streatham Hill y Brixton High School .[36]
- Escuela secundaria Clapton y Hackney, 1875 – 1899. Originalmente Escuela Secundaria Hackney.
- Escuela secundaria de Dover, 1888 – 1908.[37]
- Escuela secundaria de Dulwich, 1878 – 1913. Transferida a la Compañía de Escuelas de la Iglesia. Cerrada en 1938.[38]
- Escuela secundaria Gateshead, 1876 – 1907. Se fusionó con la Escuela Secundaria Central de Newcastle.[39]
- Greycotes School, Oxford c1990s, se fusionó con Squirrel School para formar el departamento preparatorio de Oxford High School.
- Escuela Heathfield, Pinner abrió sus puertas en 1900. Se unió al GDST en 1987. Se fusionó con Northwood College en 2014.
- Escuela secundaria de Highbury e Islington, 1878 – 1911.[40]
- Escuela Hilden Grange, 2005 – 2010. La propiedad de la escuela se transfirió a Alpha Plus Group a partir de septiembre de 2010.[41]
- Escuela secundaria para niñas de Ipswich, 1878 – 2017. Adquirida por London & Oxford Group.[42]
- Escuela secundaria de Kensington, 1873 – 1948. Originalmente la escuela secundaria de Chelsea. La escuela secundaria sigue funcionando como Escuela Preparatoria de Kensington .[43]
- Escuela secundaria del este de Liverpool, 1891 – 1921. Se fusionó con la escuela secundaria de Liverpool .[44]
- Escuela secundaria Newton Abbot, 1881 – 1888. Escuela transferida a Miss Ridley.
- Escuela secundaria Paddington y Maida Vale, 1878 – 1912. Originalmente la escuela secundaria Maida Vale. Transferida al Consejo del Condado de Londres en 1912.[45][46][47]
- The Squirrel School, Oxford, 1996 – 1997. Se fusionó con Greycotes School para formar el departamento preparatorio de Oxford High School .
- Escuela secundaria de Swansea, 1888 – 1895.[48]
- Escuela Hamlets, Liverpool,[49] 1912 – 2010. Inaugurada en 1912 como sección junior de The Belvedere School. Se unió al GDST como una escuela separada en 2006. Vendida en 2010
- Escuela secundaria Tunbridge Wells, 1883 – 1945.[50]
- Escuela secundaria de Weymouth, 1880 – 1894.[51]
- Escuela secundaria de York, 1880 – 1907. Transferida a Church Schools' Company y se convirtió en York College for Girls (cerrada).[52]

## Logotipo
Desde 2000 o antes, el fondo utilizaba un logotipo que mostraba la cabeza de Minerva, diosa romana de la sabiduría, en una sólida silueta verde, con el nombre del fondo en mayúsculas y minúsculas debajo, separado por una línea horizontal. En 2006, la cabeza de Minerva era de color verde sobre un fondo circular blanco, con el nombre de la fundación en mayúsculas y minúsculas en dos líneas al lado. Durante algún tiempo, incluido 2014, el logotipo del fideicomiso fue un círculo rojo relleno con las letras minúsculas "gdst" en blanco, acompañado del nombre del grupo  en mayúsculas mixtas en dos líneas. En enero de 2018 se sustituyó por las cuatro letras "G D S T" muy espaciadas con el nombre del grupo en mayúsculas de un solo tamaño debajo.

## Patrocinadores del Girls' Day School Trust
- Princesa Luisa, duquesa de Argyll 1872 – 1939[57]
- Princesa Alicia, duquesa de Gloucester

## Otras lecturas

### Historias publicadas del Trust
- Magnus, Laurie (1923). The Jubilee Book of the Girls' Public Day School Trust, 1873–1923. Cambridge: Cambridge University Press.
- Littlewood, Kathleen D. B. (1960). Some Account of the History of the Girls' Public Day School Trust.
- Kamm, Josephine (1971). Indicative Past: A Hundred Years of the Girls' Public Day School Trust. London: George Allen & Unwin. ISBN 0-04-373002-7.
- Sondheimer, Janet; Bodington, P. R. (1972). Girls' Public Day School Trust, 1872–1972: A Centenary Review. London: Girls' Public Day School Trust. ISBN 978-0903357005.